# ロイ・アルフレッド
ロイ・アルフレッド（Roy Alfred、1916年5月14日 - 2008年）は、ティン・パン・アレーで活躍したアメリカ合衆国の作詞家で、「ハックルバック (The Hucklebuck)」、「ロックンロール・ワルツ (Rock and Roll Waltz)」、「フー・キャン・エクスプレイン (Who Can Explain?)」、「Let's Lock the Door (And Throw Away the Key)」などの作品で知られる。
作詞家としての最初のヒット作は、フレッド・ワイズと共作した「ザ・ベスト・マン (The Best Man)」で、1946年にナット・キング・コールが歌ってヒットさせた。1949年、もともとインストゥルメンタル曲としてアンディ・ギブソンが作曲し、ポール・ウィリアムスと彼のハックルバッカーズ (Paul Williams and his Hucklebuckers) が最初に吹き込んだ「ハックルバック」に、アルフレッドは歌詞を書いた。この歌詞によるボーカル版は、1949年にロイ・ミルトン、トミー・ドーシー楽団、フランク・シナトラによってヒットし、その後も1960年にチャビー・チェッカーが、イギリスではコースト・トゥ・コーストが1981年にヒットさせた。
1949年には、ボブ・ヒリアードと共作した「Kee-Mo Ky-Mo」も手がけ、以降、1950年代、1960年代を通してヒット曲を書き続け、しばしばノベルティ・ソングの歌詞も書いた。最も大きなヒットとなった作品のひとつである「ロックンロール・ワルツ」は、ショーティ・アレン (Shorty Allen) が作曲し、ケイ・スターが歌って1955年に国際的なヒットとなった。この他にも、主なヒット作として、アブナー・シルヴァーと共作した1956年の「Wisdom of a Fool」、デル・セリーノ (Del Serino) と共作した1961年の「That's It, I Quit, I'm Movin' On」、ウェス・ファレルと共作しジェイとアメリカンズ (Jay and the Americans) のヒット曲となった1964年の「Let's Lock the Door (and Throw Away the Key)」がある。
アルフレッドは、1988年に音楽出版会社 Jonroy を設立し、2008年に死去した。